# Oberlienz
Oberlienz è un comune austriaco di 1 477 abitanti nel distretto di Lienz, in Tirolo. Il comune è diviso in tre località: Oberdrum, la parte più elevata e antica; Oberlienz, la zona intermedia e più popolata che dà il nome a tutto il paese; e Glanz, la zona più bassa e meno popolata (con meno di 140 abitanti).